# 凱勒普萊斯 (加利福尼亞州)
凱勒普萊斯（英語：Keller Place）是位於美國加利福尼亞州格伦縣的一個非建制地區。該地的面積和人口皆未知。

## 地理
凱勒普萊斯的座標為39°42′56″N 122°54′28″W / 39.71556°N 122.90778°W，而該地的平均海拔高度為1290米（即4232英尺）。